# Michail Gudkov
Michail Evgen'evič Gudkov, conosciuto anche con il nome di battaglia Varjag (in russo Михаил Евгеньевич Гудков?; Novosibirsk, 11 gennaio 1983 – Korenevo, 2 luglio 2025), è stato un generale russo, due volte Eroe della Russia, vice comandante della Marina militare russa dal maggio 2025 fino alla sua morte nel luglio dello stesso anno.

## Biografia
Gudkov nacque l'11 gennaio 1983 a Novosibirsk, capoluogo della regione omonima, dove completò il suo percorso scolastico alla scuola superiore secondaria n. 81. Secondo altre fonti sarebbe nato ad Ukraïns'k, regione di Donec'k dell'allora RSS Ucraina, per poi essere cresciuto a Novosibirsk.

### Carriera militare
Dopo la scuola, Gudkov entrò alla Scuola superiore di comando militare di Novosibirsk, dove si diplomò nel 2005 in Comando per la ricognizione militare, venendo poi assegnato all'83ª Brigata d'assalto aereo delle Forze Aviotrasportate russe (VDV). Lì passò da comandante di un plotone paracadutisti a comandante di un battaglione d'assalto aereo.
Successivamente studiò presso l'Accademia interforze delle forze militari russe, diplomandosi nel 2021 e venendo trasferito 155ª Brigata fanteria marina come vice comandante e partecipando alla guerra civile siriana; sempre nel 2021 divenne comandante ufficiale della brigata.

#### Guerra russo-ucraina
Al comando della 155ª Brigata nel febbraio 2022 Gudkov prese parte all'invasione russa dell'Ucraina entrando nella regione di Černihiv e prendendo parte all'offensiva su Kiev. Durante la prima metà di marzo la sua brigata registrò 600 perdite dovendosi quindi ritirare in Bielorussia per essere ricostituita. Durante questa offensiva l'unità prese di mira la popolazione civile di vari insediamenti tra cui Irpin', Buča, Hostomel' e Ivankiv.
Alla fine di aprile 2022, la brigata è stata trasferita nell'Ucraina meridionale, dove, insieme a un BTG della 40ª Brigata fanteria di marina, ha supportato il 70º Reggimento della 42ª Divisione fucilieri motorizzata nella cattura di alcuni villaggi in direzione di Velyka Novosilka. All'inizio di novembre le due brigate fanteria di marina sono state mandate all'assalto del villaggio di Pavlivka a sud della roccaforte ucraina di Vuhledar, subendo elevatissime perdite nel giro di pochi giorni, pari ad oltre 300 fra morti e feriti. Ricostituite per la seconda volta, le due brigate sono state di nuovo impegnate in un'importante offensiva meccanizzata contro le posizioni della 72ª Brigata meccanizzata e della 68ª Brigata cacciatori ucraina a Vuhledar nell'inverno del 2023. Il 24 ottobre successivo il ministro della difesa russo Sergej Šojgu ha personalmente consegnato la stella d'oro dell'Eroe della Federazione Russa a Gudkov.
All'inizio di febbraio 2024 la brigata fu nuovamente impiegata in direzione del villaggio di Novomychajlivka, snodo cruciale del fronte fra Vuhledar e Mar"ïnka, difeso dalla 116ª Brigata di difesa territoriale e dalla 79ª Brigata d'assalto aereo. Il 27 febbraio Gudkov rimase ferito dopo che un attacco missilistico condotto dai sistemi HIMARS ucraini aveva colpito una cerimonia di premiazione della 155ª Brigata. Ripresosi a marzo, il colonnello guidò la sua unità nuovamente verso Novomychajlivka, riuscendo a conquistare l'insediamento dopo un intero mese di combattimenti e l'impiego di enormi quantità di veicoli. Con decreto presidenziale il 2 maggio 2024 Gudkov venne promosso a maggior generale.
Ricostituita nuovamente dopo la dura battaglia per Novomychajlivka, all'inizio di giugno 2024 la brigata fu schierata sul nuovo fronte aperto nella regione di Charkiv, dove venne impiegata in combattimento a Vovčans'k per compensare le perdite subite dalle unità russe impegnate nell'offensiva dall'inizio di maggio.
All'inizio di agosto 2024 la 155ª Brigata, che si trovava nell'oblast' di Kursk per essere ricostituita con personale militare della marina russa addestrato come fanteria, venne impiegata per contrastare l'offensiva ucraina in territorio russo. Sotto la guida del generale Gudkov, da agosto 2024 a marzo 2025 la brigata ha continuato a combattere contro le forze ucraine nel settore di Kursk riuscendo insieme ad altre unità russe a far arretrare quasi tutte le truppe nemiche fuori dal territorio russo. Alla fine del marzo 2025 Gudkov fu nominato vice comandante della Marina militare russa, diventando il responsabile di tutte le truppe costiere russe per la fanteria di marina, l'artiglieria e le forze missilistiche. La promozione venne annunciata personalmente dal presidente russo Vladimir Putin al generale, lodando lui e affermando che la 155ª Brigata sotto il suo comando fosse una delle migliori che la Russia avesse mai avuto. Anche dopo la promozione il generale rimase con la sua unità.

### Morte

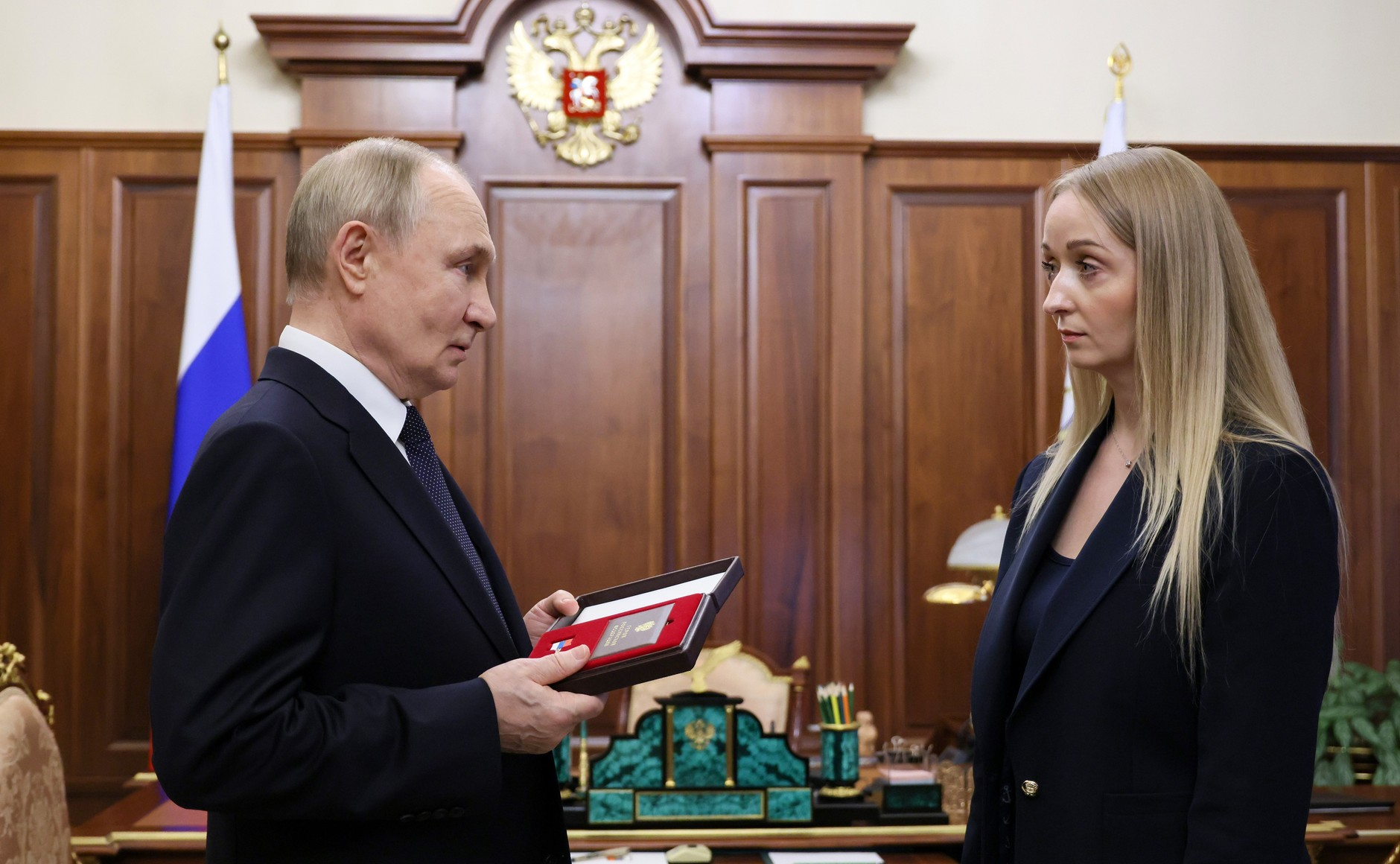
Vladimir Putin consegna alla vedova di Michail Gudkov la seconda stella dell'Eroe della Federazione Russa, 6 luglio 2025

Gudkov morì il 2 luglio 2025 a seguito di un attacco missilistico HIMARS ucraino su un posto di comando della 155ª Brigata vicino alla città di Korenevo nella regione di Kursk. La sua morte venne confermata il giorno successivo dal governatore del territorio del Litorale Oleg Kožemjako e dal ministero della difesa russo.
Il 6 luglio successivo, Putin conferì al generale una seconda stella d'oro dell'Eroe della Russia, consegnata personalmente a sua moglie Žanna Gudkova; ciò ha reso Gudkov la prima persona ad essere stata insignita del titolo due volte. I funerali ebbero luogo l'8 luglio 2025 presso il Monumento Federale ai Caduti "Pantheon dei Difensori della Patria".

## Commemorazione
Il 6 luglio 2025 la 155ª Brigata fanteria di marina delle guardie "Kursk" è stata ufficialmente intitolata a Michail Gudkov per decreto del Presidente della Federazione Russa, diventando così la 155ª Brigata fanteria di marina delle guardie "Kursk-Due volte Eroe della Federazione Russa maggiore generale M. E. Gudkov".
Il governatore ad interim della regione di Kursk, Aleksandr Chinštejn, ha annunciato che verrà costruito un monumento al generale.